# メジャー女子プロレスAtoZ
メジャー女子プロレスAtoZ（メジャーじょしプロレス エー・トゥー・ゼット）は、かつて存在した日本の女子プロレス団体。

## 歴史
2003年6月24日、全日本女子プロレスを退団してフリーになったばかりの堀田祐美子が率いるユニット「Z-SPIRITS」がアルシオンを吸収合併して設立。7月25日、川崎市体育館で旗揚げ戦を開催。
2005年9月、事業停止により、元オーナーの小宮明夫、エージェントの小川宏はKOプロダクションを設立。同月、JDスター女子プロレスとの業務提携を発表。KOプロダクションは所属選手と全日本女子プロレス最終所属選手による自主興行「ドリームキャッチャー」のスケジュール管理を行っていた。
2006年1月、JDスターとの業務提携を解消。5月3日、後楽園ホール大会を最後に解散。

## タイトル
- AtoZ世界王座

## 最終所属選手
- 堀田祐美子（Z-SPIRITS）
- 阿部幸江（Z-SPIRITS）
- 中島安里紗
- 水沼美加（現：帝嘩怒）
- 高橋奈苗（現：高橋奈七永）（ドリームキャッチャー）
- Hikaru（ドリームキャッチャー）
- 前村早紀（ドリームキャッチャー）

## スタッフ

### エージェント
- 小川宏（現：ロッシー小川）

## 歴代所属選手
- AKINO
- 吉田万里子
- 藤田愛
- Baby-M
- GAMI
- 北尾ゆかり
- 玉田凛映
- 闘牛・空（現：江本敦子）
- 玲央奈（現：Leon）
- 未来（Z-SPIRITS）
- 西尾美香（Z-SPIRITS）
- 下田美馬（Z-SPIRITS）
- 華名

## 歴代スタッフ
- 鶴賀義紀（リングアナウンサー）
- 下田美馬（エージェントマネージャー）